# Derek Sua
Nanai Derek Sua (* 29. Dezember 1987 in Motoʻotua) ist ein samoanischer Judoka. Er trat bei den Pazifikspielen, den Commonwealth Games und den Olympischen Spielen an.

## Karriere
Seinen ersten internationalen Auftritt hatte er bei den Commonwealth Games 2014 in Glasgow.
Er bekam eine Wildcard für die Olympischen Sommerspiele 2016 in Rio de Janeiro, wo er in der Klasse über 100 kg antrat. Er wurde von Abdullo Tangriev in der zweiten Runde besiegt.
Er gewann eine Goldmedaille bei den Judo-Ozeanienmeisterschaften 2017 in Nukuʻalofa, Tonga, und Bronze bei den Pazifikspielen 2019 in Apia.